# 김예지 (1980년)
김예지(金睿智, 1980년 12월 13일~)는 대한민국의 시각장애인 피아노 연주자이다. 제21·22대 국회의원으로, 2020년 제21대 총선에서 비례대표로 당선되었으며, 2024년 제22대 총선에서 비례대표로 재선되었다.

## 학력
- 서울맹학교 졸업
- 숙명여자대학교 피아노과 졸업
- 위스콘신대학교 메디슨 캠퍼스 대학원 음악예술학 박사

## 경력
- 유니온 앙상블 예술감독
- 덕영트리오 단원
- 2016. 1. 하트시각장애인체임버오케스트라 단원
- ebs 다큐프라임 '대서사시 나무-3부' 출연 8살 찬미와 함께
- 2019. 4. 한국장애예술인협회 이사
- 2020. 3.~2020. 4. 미래한국당 선거대책위원회 대변인
- 2020. 4. 15. 대한민국 제21대 국회의원 선거 당선(비례대표, 미래한국당, 초선)[1][2]
- 2020. 6.~2020. 9. 미래통합당 저출생대책특별위원회 일·가정 양립분과워원회 위원
- 2020. 7.~2020. 9. 미래통합당 故 최숙현 선수 사건 진상규명 및 체육인 인권보호 태스크포스 위원
- 2020. 9. 국민의힘 저출생대책특별위원회 일·가정 양립분과워원회 위원
- 2020. 9. 국민의힘 故 최숙현 선수 사건 진상규명 및 체육인 인권보호 태스크포스 위원
- 2020. 9. 국민의힘 호남 동행 국회의원 발대식 명예의원(광주광역시)
- 2020. 10. 국민의힘 약자와의 동행 위원회 입법동행분과 위원
- 2020. 12.~2021. 3. 국민의힘 4.7 재보궐선거 공약개발단 공통공약 개발단 안심안전팀 위원
- 2020. 12.~ 국민의힘 장애인위원회 고문
- 2021. 5.~2022. 4. 국민의힘 원내부대표
- 2021. 8.~2021. 11. 국민의힘 유승민 제20대 대통령 선거 예비후보 희망22 수석 쓴소리꾼
- 2021. 11.~2022. 1. 국민의힘 선거대책위원회 윤석열 대통령 후보 직속 위원회 약자와의동행위원회 위원
- 2021. 12.~2022. 1. 국민의힘 선거대책위원회 직능총괄본부 장애인예술정책지원본부장
- 2022. 1.~2022. 3. 국민의힘 제20대 대통령선거 선거대책본부 윤석열 대통령 후보 직속 위원회 약자와의동행위원회 위원
- 2022. 1.~2022. 3. 국민의힘 제20대 대통령 선거 선거대책본부 직능본부 장애인예술정책지원본부장
- 2023. 10.~2023. 12. 국민의힘 최고의원(지명직)
- 2023. 12.~2024. 4. 국민의힘 비상대책위원
- 2024. 4. 10. 대한민국 제22대 국회의원 선거 당선(비례대표, 국민의미래, 재선)[3][4]
- 2024. 6.~2024. 7.: 국민의힘 정책위원회 산하 시급한 민생 현안 해결을 위한 약자동행특별위원회 위원
- 2024. 9.~: 국민의힘 호남동행 국회의원 발대식 명예의원(광주광역시)
- 2025. 4. ~ 2025. 5.: 국민의힘 한동훈 제21대 대통령 선거 경선후보 국민먼저 캠프 격차해소위원장

### 의정 활동
- 2020. 5.~ 2024. 5. 제21대 국회의원(비례대표, 미래한국당→미래통합당→국민의힘)
  - 2020. 7.~2022. 5. 제21대 국회 전반기 문화체육관광위원회 위원
    - 제21대 국회 전반기 문화체육관광위원회 문화예술법안심사소위원회 위원
    - 제21대 국회 전반기 문화체육관광위원회 예산결산심사소위원회 위원
    - 제21대 국회 전반기 문화체육관광위원회 청원심사소위원회 위원

  - 2020. 7.~ 2024. 5. 국회 글로벌외교안보포럼 구성의원
  - 2020. 7.~ 2024. 5. 혁신 4.0 연구포럼 구성의원
  - 2022. 7.~ 2024. 5. 제21대 국회 후반기 문화체육관광위원회 위원
    - 제21대 국회 후반기 문화체육관광위원회 체육관광법안심사소위원회 위원
    - 제21대 국회 후반기 문화체육관광위원회 청원심사소위원회 위원
    - 제21대 국회 후반기 문화체육관광위원회 문화예술법안심사소위원회 위원
    - 제21대 국회 후반기 문화체육관광위원회 예산결산심사소위원회 위원
- 2024. 5.~ 제22대 국회의원(비례대표, 국민의힘)
  - 2024. 6.~2024. 6. 제21대 국회 전반기 문화체육관광위원회 위원
  - 2024. 6.~ 제21대 국회 전반기 보건복지위원회 위원
    - 제22대 국회 전반기 보건복지위원회 법안심사제2소위원회 위원
    - 제22대 국회 전반기 보건복지위원회 예산결산심사소위원회 위원
    - 제22대 국회 전반기 보건복지위원회 의료개혁소위원회 위원

  - 약자의눈 연구책임의원

## 역대 선거 결과
|  | 33.84% |

|  | 36.67% |

## 소속 정당
| 소속 정당 | 소속 정당  | 소속 기간 | 비고      |
| --------- | ---------- | --------- | --------- |
|           | 미래한국당 | 2020      | 정계 입문 |
|           | 미래통합당 | 2020      | 합당      |
|           | 국민의힘   | 2020~2024 | 당명 변경 |
|           | 무소속     | 2024      | 탈당      |
|           | 국민의미래 | 2024      | 입당      |
|           | 국민의힘   | 2024~현재 | 합당      |

## 같이 보기
- 대한민국 제21대 국회의원 선거 미래한국당 후보 목록#비례대표
- 대한민국 제22대 국회의원 선거 국민의미래 후보 목록#비례대표